# Надингар, Эммануэль
Эммануэль Надингар (фр. Emmanuel Nadingar; род. 1951, Бебиджи, Чад) — чадский политик, премьер-министр с 5 марта 2010 по 21 января 2013 года.

## Биография
Эммануэль Надингар родился в 1951 году в Бебиджи на юго-западе Чада. Его отец был видным политическим противником первого президента Чада Франсуа Томбалбая. В 1973 году окончил среднюю школу, затем обучался в университете в Браззавиле (Конго) (ныне Университет Мариан Нгуаби) по специальности „бухгалтерский учёт“.
В середине 90-х годов XX века, занялся политической деятельностью и вступил в Партию национального восстановления и развития (Parti national pour le redressement et le développement, NRDP). С 2003 по 2010 год входил в состав всех правительств.
- С 24 июня 2003 по 24 июля 2004 года был заместителем генерального секретаря в кабинете премьер-министра Мусы Факи.
- С 24 июля 2004 по 4 февраля 2005 года занимал должность министра обороны, по делам ветеранов и жертв войны в том же правительстве, а также в кабинете премьер-министра Паскаля Йоадимнаджи.
- С 7 августа 2005 по 15 августа 2006 года был министром-делегатом транспорта при Министерстве инфраструктуры.
- С 15 по 26 августа 2006 года недолго был министром окружающей среды и рыболовства.
- С 26 августа 2006 по 4 марта 2007 года занимал должность министра нефти в правительстве премьер-министра Йоадимнаджи.
- С 4 марта 2007 по 23 апреля 2008 года сохранил свой пост в кабинете премьер-министра Кассире Кумакойе [1].
- С 23 апреля 2008 года был министром по децентрализации в правительстве премьер-министр Юсуфа Салеха Аббаса.

5 марта 2010 премьер-министр Аббас подал президенту Идрису Деби заявление об отставке. Президент принял отставку и в тот же день новым премьер-министром назначил Эммануэля Надингара.